# Strzegom (stacja kolejowa)
Strzegom – stacja kolejowa w Strzegomiu, w województwie dolnośląskim, w Polsce. Znajduje się na linii 137 Katowice - Legnica.
Stacja Strzegom zlokalizowana jest na peryferiach miasta. Oddana do użytku została 16 grudnia 1856 roku. Pierwsza nazwa stacji brzmiała Striegau. Od 1945 roku stacja nosi nazwę Strzegom. Przez stacje przechodzą linie kolejowe Katowice – Legnica i Malczyce – Marciszów. Budynek dworca nie pełni już swojej funkcji – został adaptowany na inne cele, kasy zamknięte i zlikwidowane.
Od roku 2008 wznowiono ruch pasażerski (pociągi na trasie Legnica – Kamieniec Ząbkowicki).

## Ruch pasażerski
| Rok  | Wymiana pasażerska na dobę |
| ---- | -------------------------- |
| 2017 | 100-149                    |
| 2022 | 200-299                    |